# Louis-Joseph-Charles-Amable d'Albert de Luynes
Louis Joseph Charles Amable d'Albert de Luynes (1748-1807), sixième duc de Luynes, était un militaire et homme politique français. Comme certains aristocrates, il se rallie au Tiers état lors de l'Assemblée constituante de 1789.

## Biographie
Louis Joseph Charles Amable d'Albert de Luynes naît à Paris le 4 novembre 1748. Il est le deuxième fils et le quatrième enfant de Marie-Charles-Louis d'Albert de Luynes 5e duc de Luynes, duc de Chevreuse, baron de Bonnétable, et d'Henriette-Nicole Pignatelli d'Egmont, sœur de Casimir Pignatelli, sa deuxième épouse.
Brigadier de dragons en 1771, il est promu maréchal de camp en 1781, puis Colonel Général des Dragons de 1783 à 1790.
En 1789, il préside les États provinciaux de Touraine. La Noblesse de ce Bailliage l'ayant élu, le 28 mars 1789, pour le représenter aux États généraux, il est de ceux qui se rallient au tiers état, le 25 juin, et qui votent avec la majorité. Le duc prend part à ce qu'il appelle des « mesures sagement libérales de l'Assemblée constituante ». Il se démet de sa charge de Colonel-général des Dragons en 1790. Il vend son comté de Noyers en 1789-1790.
Le 22 juin 1791, il réclame, pour les officiers généraux comme lui, l'honneur de prêter le serment de fidélité imposé aux fonctionnaires membres de l'Assemblée.
Malgré ses titres et sa grande fortune, le duc de Luynes n'émigre pas, et se retire dans son château de Dampierre en 1792, où il vit en dehors de la politique jusqu'au coup d'État du 18 brumaire. En 1793, une dénonciation anonyme de recel ayant été faite contre lui au comité de la Convention, le « citoyen Albert-Luynes » doit répondre, mais, devant l'absence de preuves, l'estime et l'affection que lui avait values sa conduite jusque-là, les poursuites sont très rapidement abandonnées.
Nommé conseiller général de la Seine le 29 ventôse an VIII (20 mars 1800), puis maire du 9e arrondissement de Paris (25 novembre 1800), il se rallie ensuite à l'Empire, il est nommé au Sénat conservateur le 1er septembre 1803.
Il est fait membre de la Légion d'honneur le 2 octobre 1803, puis Commandeur le 22 mai 1804.
Louis-Joseph d'Albert, duc de Luynes et duc de Chevreuse, comte de Montfort-l'Amaury, marquis de Dangeau, comte de Dunois et de Noyers, baron de Bonnétable et seigneur de Langeais, sénateur et pair de France, meurt à Paris le 23 mai 1807. Il est inhumé au Panthéon de Paris, mais sa dépouille est rendue à sa famille en 1862 (sur sa demande).

## Mariage et descendance
Le 6e duc de Luynes épouse le 19 avril 1768 Guionne Joséphine Elisabeth de Montmorency Laval (1755-1830), fille de Guy André Pierre de Montmorency, 1er duc de Laval, maréchal de France, et de Jacqueline Hortense de Bullion. La duchesse de Luynes a laissé le souvenir d'une femme de caractère et d'esprit, consacrant beaucoup de son temps à la lecture et même à l'impression. Pendant la Révolution, elle créa à Dampierre un atelier d'imprimerie et d'édition  avec lequel elle édita des ouvrages touchant à différents domaines, littérature, poésie, histoire. Polyglotte, elle traduisit certains textes en vue de leur publication. Elle tenait un salon dans son hôtel parisien, l'hôtel de Luynes, rue Saint Dominique, où les visiteurs jouaient assidûment.
Elle lui apporte, notamment, le domaine d'Esclimont, où elle meurt en 1830. Il en aura deux enfants : 
- Pauline d'Albert de Luynes (1774-1858), mariée avec son cousin, Mathieu de Montmorency-Laval, duc de Montmorency, à qui elle apporte le domaine d'Esclimont ;
- Charles Marie Paul André d'Albert de Luynes, 7e duc de Luynes, duc de chevreuse, pair de France (1783-1832), marié avec Ermesinde de Narbonne-Pelet (1785-1813), dont un fils, Honoré.

## Pages connexes
- Famille d'Albert
- Duc de Luynes
- Liste des seigneurs de Chevreuse
- Château de Dampierre
- Château de Bonnétable
- Château d'Esclimont